# 도나 & 조
도나 & 조(Donna & Joe)는 아일랜드의 음악 그룹이다. 유로비전 송 콘테스트 2005에서 아일랜드 대표로 참가했다.